# Рельеф Армении
Армения находится в северо-восточной части Армянского нагорья и занимает большую часть горного междуречья Куры и Аракса. Она занимает 29 740 км²: расположена между 38°50°—41°18° северной широты и 43°27°—46°37° восточной долготы. Наибольшая протяжённость — с северо-запада на юго-восток — 360 км, протяжённость с запада на восток — 200 км. Республика по прямой находится от Каспийского моря на расстоянии 200 км, от Чёрного моря — 160 км, от Персидского залива — 960 км.
Протяжённость государственной границы Армении с соседними государствами составляет 1448 км. С севера она граничит с Грузией, с северо-востока, востока и с юго-запада — с Азербайджаном, с юга — с Ираном, а с запада — с Турцией.
Территория Армении, составляющая лишь малую часть (10%) обширного Армянского нагорья, имеет сложное геологическое строение и разнообразный рельеф. Армения типично горная страна: наинизшая точка находится на севере — в ущелье реки Дебед (375 м над у.м.), а наивысшая точка — северная вершина горы Арагац (4095 м). Относительные высоты колеблются от 1500—2000 м до 3700 м, средняя высота над уровнем моря составляет 1850 м.
Общая площадь равнин Армении составляет 4720 км² или 15,5 % её территории.
39% территории республики расположено выше 2100 метров над уровнем моря, где неблагоприятные условия для проживания населения.

## Рельеф
На территории Армении выделяют 4 различных по происхождению типа рельефа:
- Район складчато-глыбовых гор и межгорных котловин Малого Кавказа. Занимает северо-восточную часть Армении, в большей мере бассейн реки Куры — это Вираайоцский, Базумский, Памбакский, Гугарац, Арегуни, Севанский горные хребты и лежащие меж ними котловины и долины. Отличается эрозионной расчленённостью. Наивысшая точка — вершина Тежлер (3101 м).
- Район вулканических покрытий — это Ашоцкий, Арагацкий, Гегамский, Варденисский, Сюникский массивы и окаймляющие их плато. Они покрыты молодыми лавами верхнего плиоцена и четвертичного периода. Формы рельефа мягкие, слабая эрозионная расчленённость. Наивысшая точка — гора Арагац (4095 м).
- Приараксинская система складчатых гор; находится на левом берегу реки Аракс. Это Урц-Ераносский, Баргушатский, Зангезурский и Мегринский хребты. Здесь наблюдается интенсивная эрозионная расчленённость. Наибольшая высота 3904 м — вершина Капутджух.
- Араратская долина; включает в себя донный участок Араратской котловины, которая подвержена тектоническому понижению и покрыта озёрно-аллювиальными и пролювиальными отложениями.

Наибольшая крутизна характерна для складчатых гор, а слабые уклоны — для равнин и вулканических плато. Неизгладимый след на Армянское нагорье оставила вулканическая деятельность четвертичного периода. Благодаря сложному рельефу изменение природных ландшафтов на территории республики заметно практически повсеместно. Здесь каждая долина, водный бассейн и горная вершина имеет своеобразный ландшафт.

## Галерея

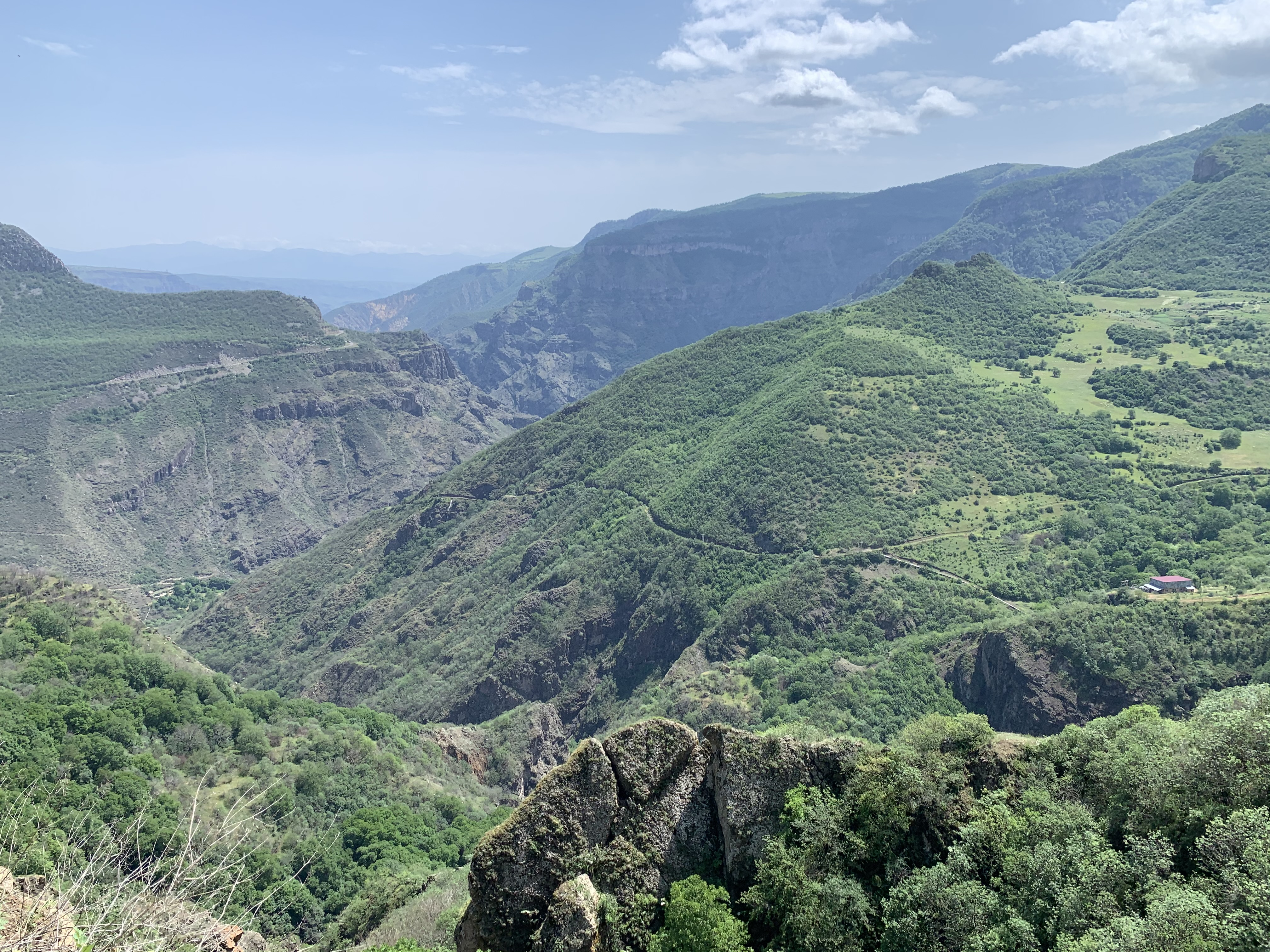
Пейзажи Сюника в районе Татевского монастыря
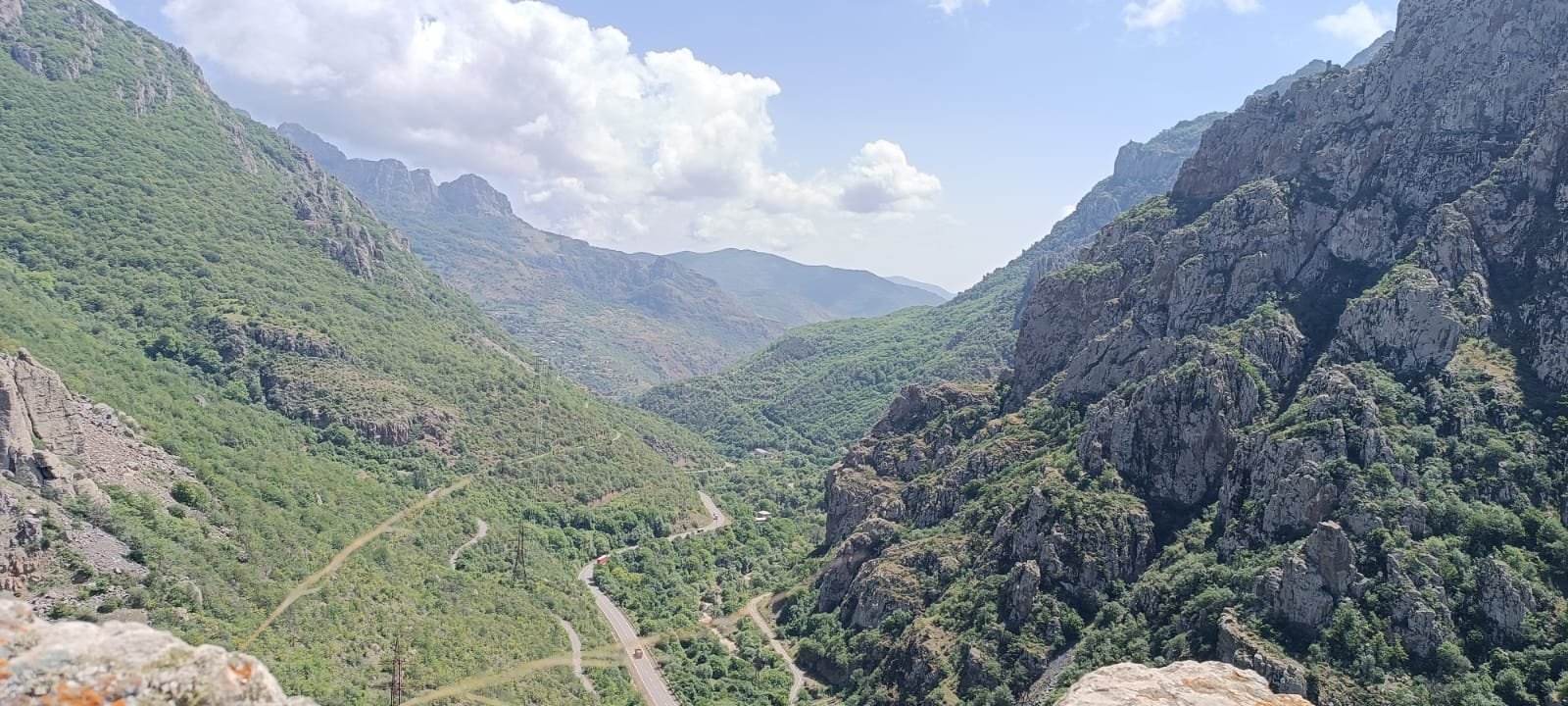
Пейзажи Сюника в районе крепости Багаберд
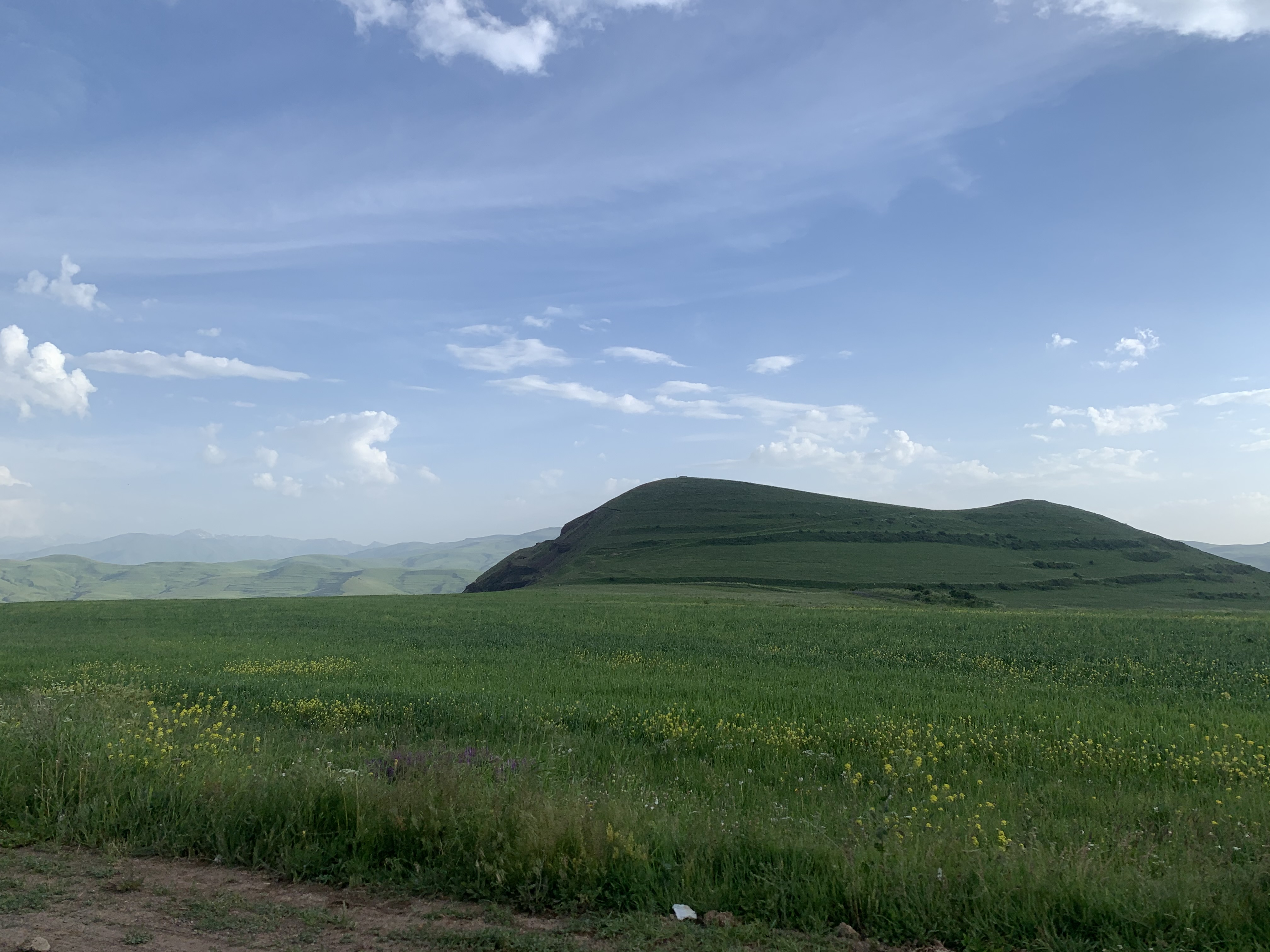
Сюникская область
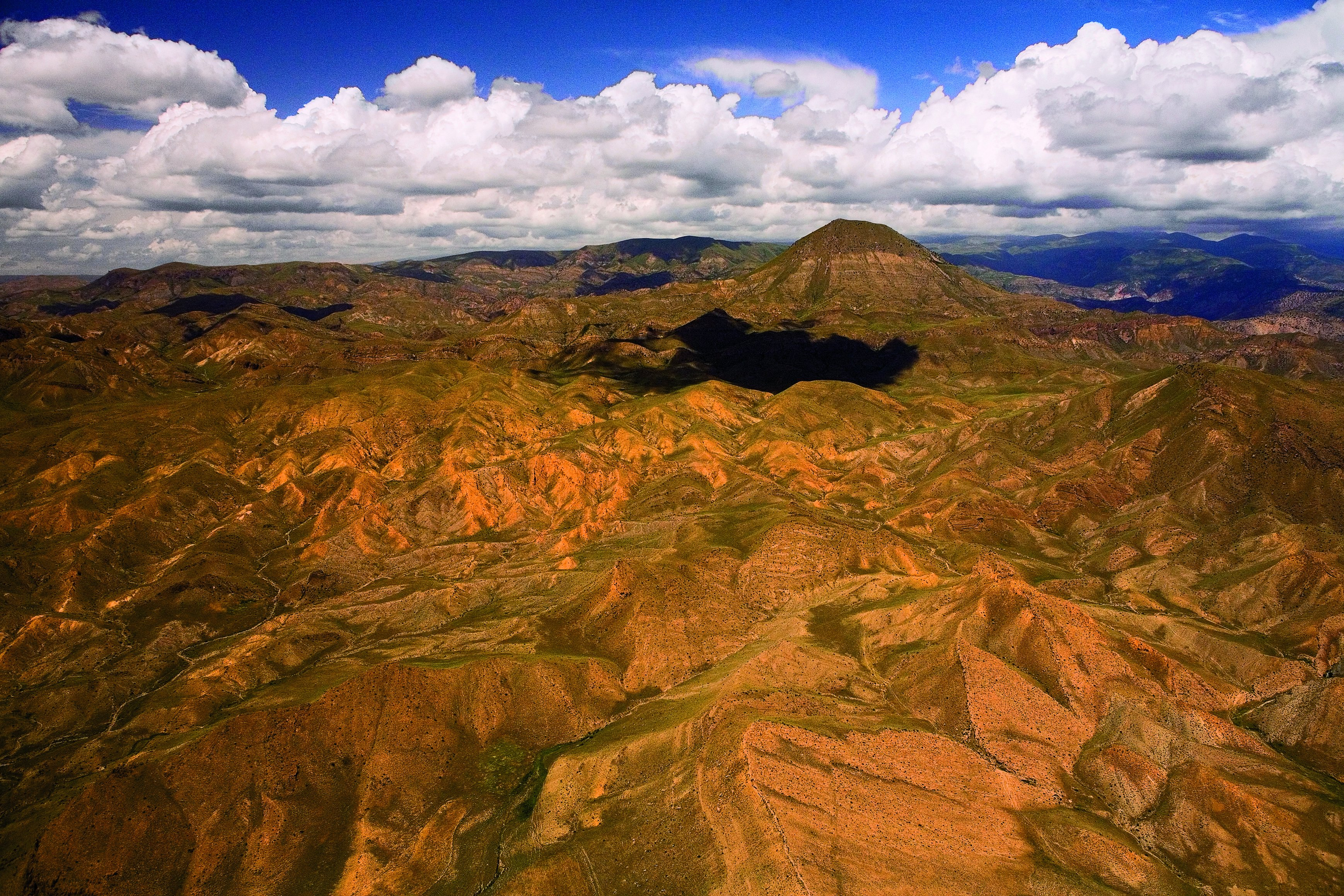
Гегамское нагорье
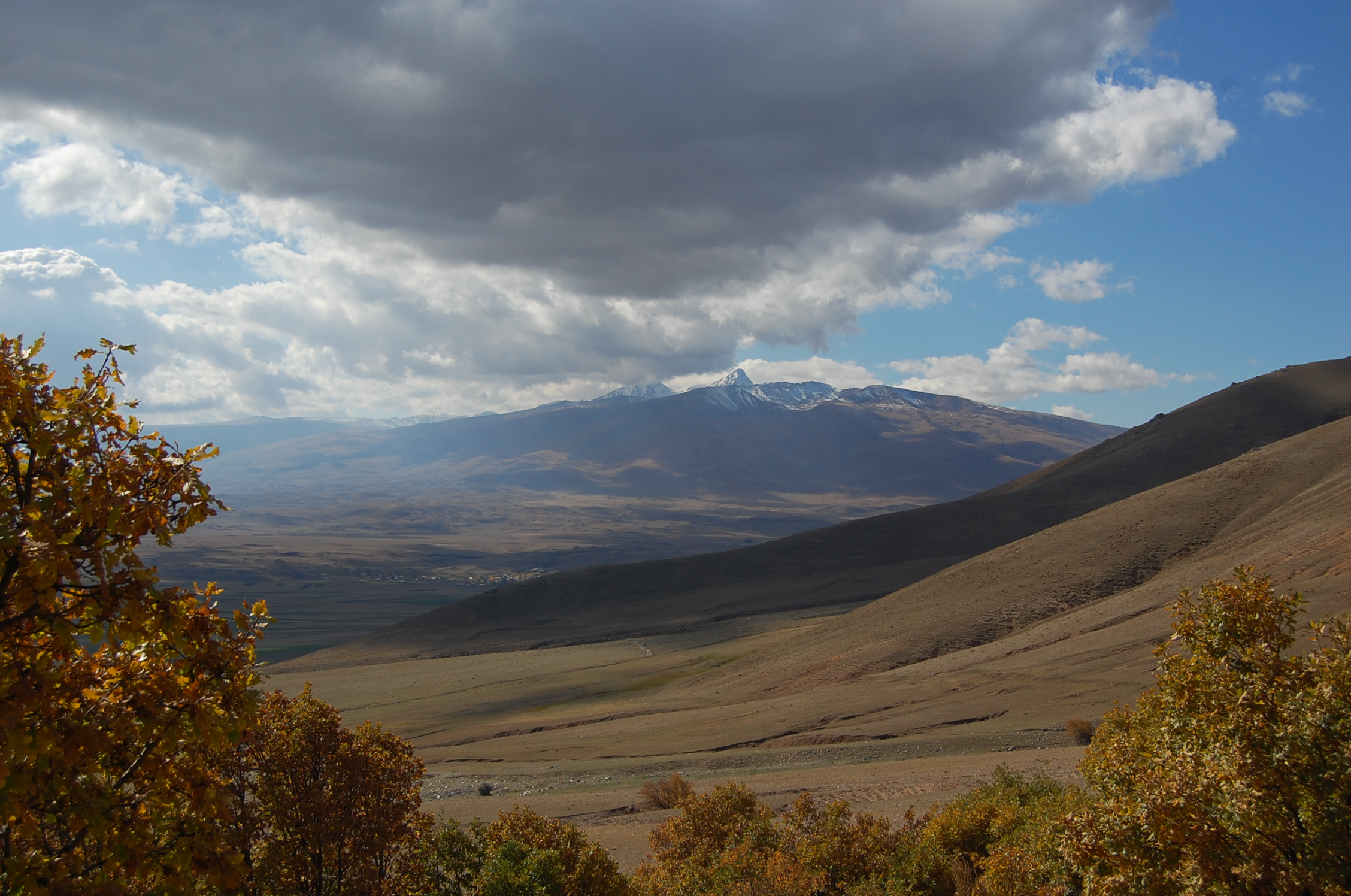
Вид на Апаранскую котловину и гору Арагац
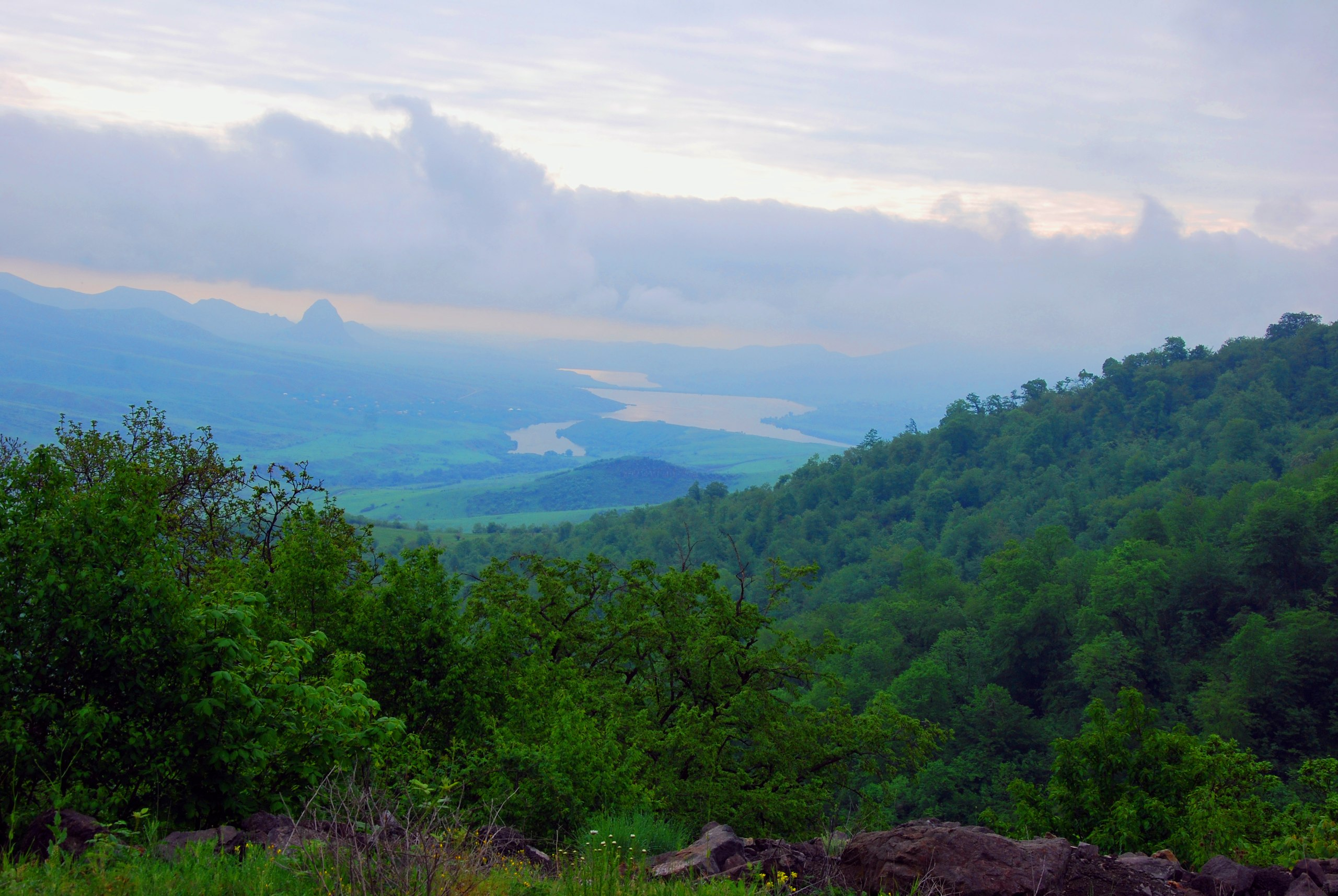
Область Тавуш
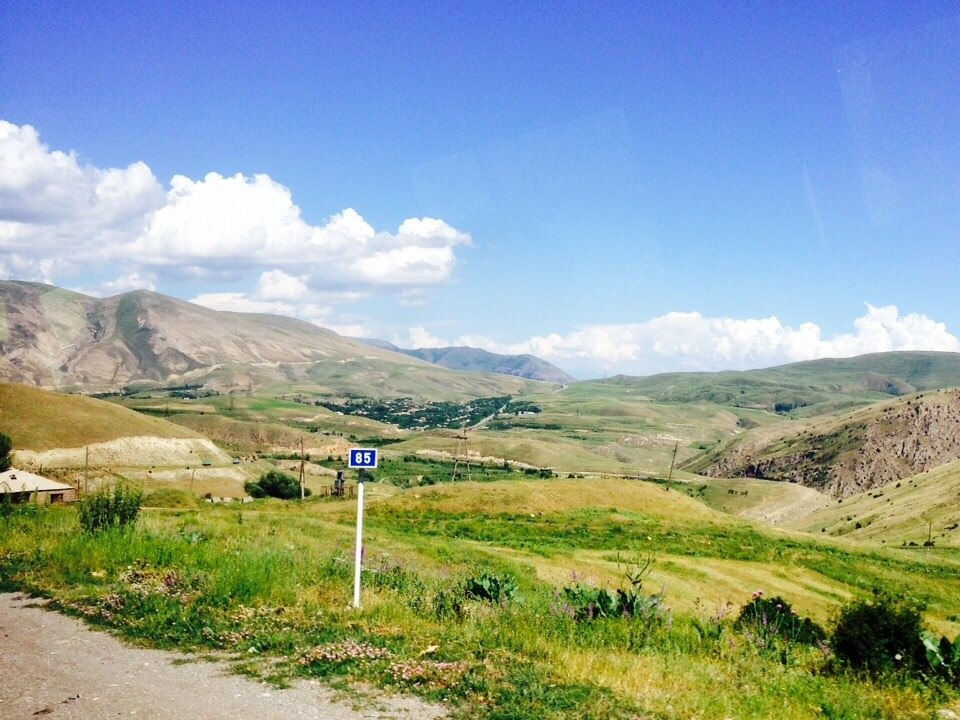
Дорога в Нагорный Карабах